# 全身垂直律動
全身垂直律動（英語：Whole-body vertical vibration，縮寫：WBVV）是一種藉由振動平台提供垂直方向機械振動，將振動傳導至人體全身的運動介入方式。使用者可站立、坐姿或半蹲於平台上接受垂直震動刺激，該方式近年廣泛應用於運動訓練、復健輔助與健康促進領域。

## 背景與定義
全身垂直律動是屬於律動療法的子分類之一，是透過機械設備，以固定頻率、上下來回、單一方向的被動運動。此技術透過振動引發的加速度與張力，刺激神經肌肉系統產生反射性收縮反應。其應用可追溯至航太與運動醫學領域，現已拓展至復健與居家運動設備中。

## 臨床與應用研究
近年來，全球多篇學術文獻與臨床研究已探討全身垂直律動對不同族群的潛在益處：
- 心血管功能恢復：一項2021年發表於《Journal of Sports Science and Medicine》的研究指出，15 Hz 的低頻垂直律動可在運動後顯著促進心率恢復、提升心率變異度，並降低交感神經活性，對心血管自主神經系統有正向影響。[2]
- 平衡與肌力提升：多篇針對年長者的研究指出，定期使用垂直律動設備可提升下肢肌力、穩定度和平衡表現，有助於預防跌倒風險。[1]
- 便祕與腸胃功能：小規模研究顯示，振動介入可能促進腸道蠕動，改善便祕問題。[4]
- 骨質密度與骨骼健康：部分文獻指出，全身振動（WBV）可在特定頻率下增加骨密度，對更年期女性可能有正面作用[5]。

## 安全性與注意事項
- 懷孕、近期有手術、急性血栓、癲癇、心律不整患者應避免使用[2]